# غابي غونزاليس
غابي غونزاليس (بالإنجليزية: Gabe González)‏ هو لاعب كرة قاعدة أمريكي، ولد في 24 مايو 1972 في لونغ بيتش في الولايات المتحدة.

## وصلات خارجية
- غابي غونزاليس على موقعبيزبول رفرنس.كوم (الدوري الرئيسي) (الإنجليزية)